# Presente dell’indicativo
A Presente dell’indicativo az olasz nyelv kijelentő módjának jelen idejét jelöli. Létezik a kötőmódnak és a feltételes módnak is jelen ideje (hasonlóan a többi újlatin nyelvhez), illetve a kijelentő módban is számos más (összesen 8) igeidő is megtalálható. Rövidebben sokszor csak Presente-ként hivatkoznak rá, ami pontatlan, hiszen így nem derül ki, melyik igemódról van szó, és a Presente elnevezést a spanyol és a portugál nyelvben is használják a jelen idő megnevezésére.

## Képzése

### Szabályos igék
A három igeragozási csoportnak (-are, -ere, -ire végű főnévi igenév) megfelelően az igék a következő ragokat kapják:
- -are: -o, -i, -a; -iamo, -ate, -ano
- -ere: -o, -i, -e; -iamo, -ete, -ono
- -ire: -o, -i, -e; -iamo, -ite, -ono

Példák a ragozásra:
- cantare (énekelni): canto, canti, canta; cantiamo, cantate, cantano
- prendere (fogni): prendo, prendi, prende; prendiamo, prendete, prendono
- partire (elutazni): parto, parti, parte; partiamo, partite, partono

Az -ire végű igék csoportján belül létezik egy alcsoport, ahol egyes szám valamennyi személyében és T/3-ban -isc- szótag ékelődik a lexéma és az igerag közé. Ezek az ún. "isc-es" igék. Tipikus képviselőjük a finire:
- finisco, finisci, finisce; finiamo, finite, finiscono

Az ige morfológiai felépítése alapján nem dönthető el, hogy mely -ire végű ige "-isc-es", mely nem, ezzel kapcsolatban a szótárak adnak útmutatást. (A jelenségnek nyelvtörténeti oka van.) Néhány "isc-es" ige: abbellire, approfondire, capire, costruire, fallire, finire, fiorire, fornire, fruire, gioire, inserire, patire, spedire, subire, suggerire, tradire, ubbidire. Az -isc- szótag néhány más igeidőben is megjelenik.

#### Helyesírási és kiejtésbeli sajátosságok

##### -(s)cere,-gere,-girevégű igék
Az olasz nyelv kiejtési szabályai szerint a c és g betűk hangértéke más, ha magas, más, ha mély hangrendű magánhangzó áll utánuk. Mint látható, a jelen idő ragjainak egy része mély, másik része magas hangrendű magánhangzóval kezdődik, ami a g és c végű lexémák esetében problémát vet fel. Az -ere és -ire csoportba tartozó igék g ill. c betűjének hangértéke ezért más lesz E/1-ben és T/3-ban, (ahol mély hangrendű magánhangzóval kezdődik a rag), mint a többi személyben és a főnévi igenév alakban (ahol a lexéma után magas hangrendű magánhangzó áll). Ilyen igék pl. a leggere, vincere, nascere, fuggire.

##### -care,-garevégű igék
Az -are végű igék csoportjában is meg kéne változnia a c és a g betűk hangértékének, ha magas hangrendű magánhangzóval kezdődő rag követi őket, de ebben az igecsoportban ezt elkerülendő a kritikus igealakok helyesírása változik meg: magas hangrendű magánhangzó előtt a c és a g után egy h-t kell betoldani, így hangértékük a ragozás során végig megmarad. Ilyen igék a mancare és a pagare:
- mancare (hiányozni): manco, manchi, manca; manchiamo, mancate, mancano
- pagare (fizetni): pago, paghi, paga; paghiamo, pagate, pagano

##### -cirevégű igék
Ezek az igék (a -care, -gare végű igékhez hasonlóan) megőrzik a tőbeli magánhangzó eredeti hangértékét, ami persze helyesírásbeli változással jár: a mély hangrendű magánhangzóval kezdődő ragok elé egy i graféma kerül:
- cucire (varrni): cucio, cuci, cuce; cuciamo, cucite, cuciono

##### -iarevégű igék
Az -iare végű igéknél csak egyetlen i-t tartalmaznak azok a személyalakok is, ahol az igerag is i-vel kezdődik, amennyiben a tőbeli i hangsúlytalan. Például:
- studiare (tanulni): studio, studi, studia; studiamo, studiate, studiano
- lasciare (hagyni): lascio, lasci, lascia; lasciamo, lasciate, lasciano

Ha a ragozás során a tőbeli i-re esik a hangsúly, akkor a hangsúlyos és a hangsúlytalan i is megtalálható egymás mellett az igealakban. Ez kijelentő mód jelen időben csak az E/2 alakot érinti:
- sciare (síelni): scio, scii, scia; sciamo, sciate, sciano
- avviare (küldeni): avvio, avvii, avvia; avviamo, avviate, avviano

### Rendhagyó igék
Egyes igék főnévi igenevének alakja a nyelv története során lerövidült, egy (általában -ce-) szótag kiesett a főnévi igenévből, azonban ez a szótag a jelen idejű igealakokban megmaradt. Ilyen igék pl. a dire (rég.: dicere), condurre (rég.: conducere), tradurre (rég.: traducere), fare (rég.: facere). Ha a hosszabb főnévi igenév alakot vesszük alapul, ezek az igék nagyrészt nem rendhagyóak, kivéve a fare és a trarre:
- condurre/conducere (vezetni): conduco, conduci, conduce; conduciamo, conducete, conducono
- dire/dicere (mondani): dico, dici, dice; diciamo, dite, dicono
- fare/facere (tenni, csinálni): faccio, fai, fa; facciamo, fate, fanno
- trarre/traere (húzni): traggo, trai, trae; traiamo, traete, traggono

Mivel az avere és essere igék jelen idejének ismerete a Passato prossimo képzéséhez elengedhetetlen, ezt a két igét külön kiemeljük:
- avere (birtokolni): ho, hai, ha; abbiamo, avete, hanno
- essere (lenni): sono, sei, è; siamo, siete, sono

A két ige jelen idejének alakjai közül egyedül az avete szabályos.
A módbeli segédigéknek is csak a T/2 alakjuk szabályos:
- potere (képes vmire): posso, puoi, può; possiamo, potete, possono
- volere (akarni): voglio, vuoi, vuole; vogliamo, volete, vogliono
- sapere (tudni): so, sai, sa; sappiamo, sapete, sanno

Egyes igéknek a T/1 és a T/2 alakjuk szabályos:
- andare (menni): vado, vai, va; andiamo, andate, vanno
- venire (jönni): vengo, vieni, viene; veniamo, venite, vengono
- tenere (tartani): tengo, tieni, tiene; teniamo, tenete, tengono

A cuocere igénél, a többi -cere végű igével ellentétben a teljes igeragozás során megmarad a tővégi c kiejtése, amit mély hangrendű magánhangzóval kezdődő ragok esetében egy i graféma betoldásával tudunk biztosítani:
- cuocere (főzni): cuocio, cuoci, cuoce; cuociamo, cuocete, cuociono

Bizonyos igéknél (lásd még fent) csak az E/1 és T/3 alak rendhagyó (tipikusan ilyenek a -gliere végű igék):
- cogliere (szedni): colgo, cogli, coglie; cogliamo, colgiete, colgono
- scegliere (választani) scelgo, scegli, sceglie; scegliamo, scegliete, scelgono
- spegnere (kikapcsolni): spengo, spegni, spegne; spegniamo, spegnete, spengono

## Története
Gyökerei a latin kijelentő módjának jelen idejéhez (Praesens imperfectum indicativi) nyúlnak vissza. Az olasz cantare (énekelni) ige latin megfelelőjének (canto, cantare, cantavi, cantatum) ragozása kijelentő mód jelen időben:
- canto, cantas, cantat; cantamus, cantatis, cantant

A legszembetűnőbb különbség az olasz és a latin igealakok között, hogy az olasz alakok mind magánhangzóra végződnek.